# Fincy Pierre
Pierre Fincy, ou simplesmente Fincy, (nascido em Porto Príncipe, 29 de janeiro de 1991) é uma personalidade mediática e empresário haitiano. Ele é mais conhecido como o fundador da Balistrad. Nascido em Porto Príncipe, Pierre foi criado em Port-au-Prince, Haiti. Ele estudou Gestão de Negócios na Universidade Quisqueya .

## Suplementos
- Balistrad Blog (Blog)